# Sarah Hildebrandt
Sarah Ann Hildebrandt (23 settembre 1993) è una lottatrice statunitense, specializzata nella lotta libera,.

## Carriera
Ha rappresentato gli Stati Uniti ai Giochi olimpici estivi di Tokyo 2020, dove ha vinto la medaglia di bronzo nel torneo dei 50 kg.
Ha vinto due argenti iridati: il primo a Budapest 2018 nei 53 kg, in cui è rimasta sconfitta in finale contro la giapponese Haruna Okuno, e il secondo a Oslo 2021 nei 50 kg, dove ha perso la finale contro la giapponese Remina Yoshimoto.
Ai Giochi panamericani di Lima 2019 ha vinto l'oro nei 53 kg, superando la venezulana Betzabeth Argüello nell'incontro decisivo. È stata per cinque volte campionessa continentale ai campionati panamericani.

## Palmarès
- Giochi olimpici

Tokyo 2020: bronzo nei 50 kg;
Parigi 2024: oro nei 50 kg;
- Mondiali

Budapest 2018: argento nei 53 kg;
Oslo 2021: argento nei 50 kg;
- Giochi panamericani

Lima 2019: oro nei 53 kg;
- Campionati panamericani

Panama 2013: oro nei 55 kg;
Santiago del Cile 2015: oro nei 55 kg;
Lima 2018: oro nei 53 kg;
Buenos Aires 2019: oro nei 53 kg;
Città del Guatemala 2021: oro nei 50 kg;